# Faro de Salou
El faro de Salou está situado en el Cabo Salou, Tarragona.